# Chaetomitrium laevisetum
Chaetomitrium laevisetum är en bladmossart som beskrevs av Hugh Neville Dixon 1922. Chaetomitrium laevisetum ingår i släktet Chaetomitrium och familjen Hookeriaceae. Inga underarter finns listade i Catalogue of Life.